# Nobuyuki Kojima
 (juin 2025).
Si vous disposez d'ouvrages ou d'articles de référence ou si vous connaissez des sites web de qualité traitant du thème abordé ici, merci de compléter l'article en donnant les références utiles à sa vérifiabilité et en les liant à la section « Notes et références ».
Nobuyuki Kojima (小島 伸幸, Kojima Nobuyuki) est un footballeur japonais né le 17 janvier 1966 à Maebashi. Il évoluait au poste de gardien de but.

## Palmarès
- Vainqueur de la Coupe d'Asie des vainqueurs de coupe en 1996 avec le Bellmare Hiratsuka
- Vainqueur de la Coupe du Japon en 1994 avec le Bellmare Hiratsuka